# Фокси Браун
Инга Декарло Фанг Марчанд (англ. Inga DeCarlo Fung Marchand; род. 6 сентября 1978), более известная под сценическим псевдонимом Фокси Браун (англ. Foxy Brown) — американская рэп-исполнительница, актриса и модель, которая, наравне с сольной карьерой, также сотрудничала со многими артистами и одно время являлась участницей группы The Firm.

## Биография
Фокси родилась и выросла в Бруклине (Нью-Йорк). В 14 лет она выиграла рэп-конкурс, который проводился в Манхэттене (Нью-Йорк). На том конкурсе присутствовала продюсерская группа Trackmasters, которые были поражены выступлением Фокси. После этого два крупных хип-хоп-лейбла, Bad Boy Records и Def Jam начали конкурировать между собой из-за Фокси. Подруга Фокси Lil’ Kim посоветовала ей подписать контракт с Bad Boy Records. В марте 1996 года Фокси последовала совету подруги, подписалась на лейбл и начала записывать альбом, параллельно сотрудничая с такими известными артистами как Fat Joe, Jay-Z, Nas и т. д.
Её первый альбом, Ill Na Na, был выпущен в 1996 году и достиг второго места в чарте США. Альбом получил хорошие отзывы от критиков; в США было продано более двух миллионов его копий. С альбома вышло четыре хит-сингла: I’ll Be совместно с Jay-Z, Get Me Home совместно с группой «112», Touch Me, Tease Me совместно с R. Kelly и Big Bad Mamma совместно с Daron Jones.
Сразу после релиза Ill Na Na, Фокси собрала группу The Firm, которая являлась своеобразным перерождением легендарной хип-хоп группы Junior M.A.F.I.A., которая распалась в марте 1997 года, сразу после смерти их основателя The Notorious B.I.G.. В состав группы входила сама Фокси, бывшие участники группы Junior M.A.F.I.A.: Jay-Z, Capone, Noreaga и Young Jeezy. В группу также должны были войти ещё два бывших участника Junior M.A.F.I.A.: Lil' Kim и Lil' Cease, но они не смогли участвовать поскольку The Notorious B.I.G. был их лучшим другом и они очень долго переживали его потерю. В конце 1997 года вышел альбом The Firm под названием Represent. Он дебютировал на первом месте в чарте Billboard 200 и стал платиновым, в США было продано около миллиона его копий. В этом же году The Firm отправилась в мировое турне.
В январе 1999 года вышел второй альбом Фокси, Chyna Doll, который возглавил американский чарт, сделав из Фокси Браун первую рэп-исполнительницу, чей альбом дебютировал на первом месте чарта Billboard 200. Было продано 4 миллионов копий этого альбома в США. Таким образом, этот альбом стал самым успешным за всю карьеру Фокси. С альбома вышло шесть синглов. Один из них, I Can't совместно с Total, достиг первого места в чарте Billboard Hot 100. 14 марта 1999 года Фокси начала своё мировое турне, под названием Get Up On The Room World Tour совместно с R. Kelly. Тур стал неожиданным успехом. Благодаря очень быстрым продажам билетов и фурора в Майами, к турне присоединились известные рэперы Busta Rhymes и Nas. Тур закончился 26 августа 1999 года. Он прошёл в 63 городах по всему миру. Фокси делает перерыв в карьере до 2001 года.
В 2002 году она продолжила писать песни, однако не выпускала никаких альбомов и покинула лейбл Bad Boy Records в 2003 году, перед этим выпустив альбом Ill Na Na 2: The Fever. Она перешла на лейбл Def Jam в 2005 году после того, как Jay-Z предложил ей работать над её новым альбомом Black Roses. В декабре 2005 года она потеряла слух, из-за чего был сделан перерыв в карьере. После операции был записан четвёртый альбом, который изначально должен был быть микстейпом. Он вышел в мае 2008 года, после того как Фокси Браун отсидела срок в тюрьме за драку с маникюрщицами в салоне Манхэттена.
Она также записала альбомы Broken Silence и Brooklyn's Don Diva в 2001 и 2008 годах соответственно.

## Дискография
- 1996: Ill Na Na
- 1999: Chyna Doll
- 2001: Broken Silence
- 2003: Ill Na Na 2: The Fever (отменён)
- 2008: Brooklyn's Don Diva
- 2014: Black Roses

## Фильмография
| Год  |     | Русское название | Оригинальное название | Роль              |
| ---- | --- | ---------------- | --------------------- | ----------------- |
| 1998 | ф   | Ву               | Woo                   | невеста           |
| 2004 | док | Уход в черное    | Fade to Black         | в роли самой себя |